# Щ-404
| Щ-404                                                                                    | Щ-404                                                 | Щ-404                                                 |
| ---------------------------------------------------------------------------------------- | ----------------------------------------------------- | ----------------------------------------------------- |
| Щ-404                                                                                    |                                                       |                                                       |
|                                                                                          |                                                       |                                                       |
| Схема підводного човна типу «Щука»                                                       |                                                       |                                                       |
| Верф                                                                                     | ССЗ № 189, Ленінград                                  | ССЗ № 189, Ленінград                                  |
| Під прапором                                                                             | СРСР                                                  | СРСР                                                  |
| Належність                                                                               | Військово-морський флот СРСР                          | Військово-морський флот СРСР                          |
| Порт приписки                                                                            | Полярний                                              | Полярний                                              |
| Закладений                                                                               | 25 грудня 1934                                        | 25 грудня 1934                                        |
| Спуск на воду                                                                            | 27 грудня 1935                                        | 27 грудня 1935                                        |
| Введений до складу флоту                                                                 | 26 вересня 1936                                       | 26 вересня 1936                                       |
| На службі                                                                                | 1936–1956                                             | 1936–1956                                             |
| Сучасний статус                                                                          | 1956 року розібраний на брухт                         | 1956 року розібраний на брухт                         |
| Бойовий досвід                                                                           | Зимова війна Друга світова війна Кампанія в Арктиці   | Зимова війна Друга світова війна Кампанія в Арктиці   |
| Нагороди                                                                                 | Орден Червоного Прапора                               | Орден Червоного Прапора                               |
| Проєкт                                                                                   |                                                       |                                                       |
| Тип ПЧ                                                                                   | дизель-електричний середній торпедний підводний човен | дизель-електричний середній торпедний підводний човен |
| Головний конструктор                                                                     | Малінін Б. М.                                         | Малінін Б. М.                                         |
| Основні характеристики                                                                   |                                                       |                                                       |
| Швидкість (надводна)                                                                     | 12 вузлів (23 км/год)                                 | 12 вузлів (23 км/год)                                 |
| Швидкість (підводна)                                                                     | 8 вузлів (14,5 км/год)                                | 8 вузлів (14,5 км/год)                                |
| Робоча глибина занурення                                                                 | 75 м                                                  | 75 м                                                  |
| Гранична глибина занурення                                                               | 90 м                                                  | 90 м                                                  |
| Автономність плавання                                                                    | 20 діб                                                | 20 діб                                                |
| Екіпаж                                                                                   | 42 офіцери та матроси                                 | 42 офіцери та матроси                                 |
| Розміри                                                                                  |                                                       |                                                       |
| Довжина найбільша (по КВЛ)                                                               | 58,5 м                                                | 58,5 м                                                |
| Ширина корпусу найб.                                                                     | 6,2 м                                                 | 6,2 м                                                 |
| Середня осадка (по КВЛ)                                                                  | 3,9 м                                                 | 3,9 м                                                 |
| Водотоннажність надводна                                                                 | 592 т                                                 | 592 т                                                 |
| Водотоннажність підводна                                                                 | 715 т                                                 | 715 т                                                 |
| Силова установка                                                                         |                                                       |                                                       |
| Дизель-електрична; 2 × дизельних двигуни 38В8 2 × електромотори ПГВ заводу «Електросила» |                                                       |                                                       |
| Гвинти                                                                                   | 2                                                     | 2                                                     |
| Потужність                                                                               | 2 × 685 к.с. (дизелі) 2 × 400 к.с. (електродвигуни)   | 2 × 685 к.с. (дизелі) 2 × 400 к.с. (електродвигуни)   |
| Озброєння                                                                                |                                                       |                                                       |
| Артилерія                                                                                | 2 × 45-мм напівавтоматичні гармати 21-К               | 2 × 45-мм напівавтоматичні гармати 21-К               |
| Торпедно- мінне озброєння                                                                | 4 носових та 2 кормові ТА калібру 533-мм (10 торпед)  | 4 носових та 2 кормові ТА калібру 533-мм (10 торпед)  |
| ППО                                                                                      | 2 зенітні кулемети «Максим»                           | 2 зенітні кулемети «Максим»                           |

Щ-404 — радянський дизель-електричний підводний човен серії X, типу «Щука», що входив до складу Військово-морського флоту СРСР за часів Другої світової війни. Закладений 25 грудня 1934 року на верфі ССЗ № 189, у Ленінграді під будівельним номером 262 та назвою Щ-316. 27 грудня 1935 року спущений на воду. 26 вересня 1936 року введений до складу сил флоту, 1 листопада 1936 року включений до складу Балтійського флоту. Брав участь у Радянсько-фінській і німецько-радянський війнах, нагороджений орденом Червоного Прапора. У повоєнні роки використовувався як навчальний і 1956 року зданий на злам.

## Історія служби
1 листопада 1936 року після виходу з верфі субмарина надійшла в розпорядження 16-го дивізіону 2-ї бригади підводних човнів Балтійського флоту. 28 травня 1937 року Щ-404 передислоковано Біломорсько-Балтійським судноплавним каналом на Північний Флот у Полярне. 26 червня, прибувши до місця призначення, Щ-316 змінив номер на Щ-404 і увійшов до 2-го дивізіону підводних човнів 30 липня 1937 року. У лютому 1938 року спільно з підводними човнами Щ-402, Д-3 «Червоногвардієць», есмінцем «Карл Лібкнехт», криголамними пароплавами «Мурман», «Таймир» і судном «Мурманець» брав участь в операції з порятунку радянської науково-дослідницької арктичної станції «Північний полюс-1».
18-29 квітня 1939 року Щ-404 спільно з підводними човнами Щ-402, Щ-403 і Д-2 «Народоволець» забезпечував безпосадочний політ літака «ЦКБ-30» (який носив власне ім'я «Москва»; прототип бомбардувальника ДБ-3) екіпажу В. К. Коккінакі в Північну Америку за маршрутом Москва — Новгород — Гельсінкі — Тронгейм — Ісландія — мис Фарвель — острів Міскоу.

### Зимова війна
27 листопада 1939 року радянський підводний човен Щ-404, що патрулював узбережжя Норвегії в районі півострова Маккаур з метою контролю пересувань норвезького флоту і недопущення підходу іноземних кораблів до Варангер-фіорду і півострова Рибальський, доповів, що норвезький сторожовий корабель «Фрітьоф Нансен» разом з есмінцями «Егір» і «Слейнер» прямують до Варангер-фіорду.

### Німецько-радянська війна
На початку німецько-радянської війни Щ-404 разом із Щ-403 передали Йокангській військово-морській базі і протягом чотирьох місяців човен здійснив три патрулювання в горлі Білого моря. 11 серпня човен був виявлений німецькою субмариною U-451, проте атаки не зазнав.
Загалом за роки Другої світової війни Щ-404 здійснив 14 бойових походів, провівши в них 201 добу, виконав 12 торпедних атак із пуском 36 торпед, потопив одне судно — 1 квітня 1942 року в Тана-фіорді трьохторпедним залпом із 8-10 кабельтових човен потопив німецький транспорт «Michael» (2793 брт) із вантажем залізної руди. Щ-404 став одним із лише двох човнів складу Північного флоту на червень 1941 року (разом із М-171), які дожили до кінця війни.
17 серпня 1953 року виведений з бойового складу флоту та переобладнаний на навчально-тренувальну станцію (УТС). 15 вересня 1953 року остаточно поставлена на прикол у Кронштадті як «КБП-35». 20 червня виключений зі списків ВМФ, а 17 серпня 1956 року списаний на брухт.